# 沙河水库 (儋州)
沙河水库，也作云月湖，位于中华人民共和国海南省儋州市那大镇西南约2千米，是北门江雅拉河段上的一座中型水库，于1957年11月动工兴建，1958年4月竣工。水库控制流域面积83.7平方千米，总库容6360万立方米。主坝为均质土坝，最大坝高27米，坝顶长360米。输水隧洞出口处设有坝后引水式水电站1座，装机容量1280千瓦，年发电量350万。沙河水库是一座以灌溉为主，结合防洪、发电和养鱼的多年调节水库。沙河水库上与松涛水库、下与天角潭水库联合运行，灌溉儋州市北部各镇，设计灌溉面积5667公顷，有效灌溉面积3900公顷。水库周边青山环绕，林木叠翠，已辟为云月湖旅游风景区。水库北岸设有海南热带植物园儋州园区，该地也是原华南热带农业大学和华南热带作物科学院所在地。